# 11:11
11:11 ist das erste Soloalbum von Maria Taylor nach der vorübergehenden Auflösung ihrer Band Azure Ray. Das Album wurde mit Hilfe von Gästen wie Gretta Cohn (Cursive), Andy LeMaster (Now It’s Overhead), Taylors Lebensgefährten Conor Oberst und Mike Mogis (Bright Eyes) aufgenommen. Im Video „Easy/Lucky/Free“ von Bright Eyes wird bei Spielzeit 2:40 Min. auf das Album hingewiesen, indem Oberst den Titel an eine Glasscheibe schreibt.

## Stilbeschreibung
laut.de sortiert „11:11“ als „elektronisch angehauchten Indie-Folk“ ein. Es wurden auch Bezüge zu Folk, Jazz und Pop festgestellt. Bei Plattentests.de wird dem Album eine „sehr treffend eingefangene Late-at-night-Atmosphäre“ attestiert. Taylor hantiere gekonnt mit kleinen Folksongs und gestehe elektronischen Sperenzchen relativ wenig Spielraum zu. Taylor wurde mit Sängerinnen wie Carole King, Laura Nyro und Rickie Lee Jones verglichen.
Nach eigener Aussage hat Taylor ihre Vorgehensweise seit dem Ende von Azure Ray dahingehend geändert, dass sie die Realisierbarkeit der Songs auf der Bühne mehr einbezieht.

## Kritische Würdigung
Laut laut.de hebt sich Taylors Solodebüt nicht nennenswert von ihrem Schaffen mit Azure Ray ab. Ihre Stimme sei jedoch „eigen und unverkennbar“ und mache „einen Großteil des Charmes der Songs aus“. „11:11“ erreichte einen Metascore von 78. In der Rezension des A. V. Club wird unterstellt, „11:11“ sei verglichen mit dem Solodebüt von Orenda Fink das hübschere Album.

## Tracklist
1. „Leap Year“ – 4:28
2. „Song Beneath the Song“ – 3:59
3. „Two of Those Too“ – 4:26
4. „Nature Song“ – 4:08
5. „Light House“ – 3:36
6. „One for the Shareholder“ – 3:26
7. „Xanax“ – 5:42
8. „Birmingham 1982“ – 3:32
9. „Speak Easy“ – 3:31
10. „Hitched!“ – 2:51

Zum Titel „Song Beneath the Song“ wurde ein Video gedreht (Regie: Tai Yin Ho).